# リーバ・スティンカンプ
リーバ・レベッカ・スティンカンプ（Reeva Rebecca Steenkamp, [ˈriːvə] [ˈstiːən.kʌmp] リーヴァ・スティーンカンプ; 1983年8月19日 - 2013年2月14日）は、南アフリカ共和国のモデルである。2013年2月14日に交際相手でアスリートのオスカー・ピストリウスの自宅で射殺された。

## 生い立ち
労働者階級の3人姉妹の次女として、ケープタウンで生まれる。スティンカンプ一家は後にポート・エリザベスへ移り、彼女は聖ドミニコ修道院学校へ通った。ポート・エリザベス大学で法律を学び、2005年に法学士号を得て卒業した。

## キャリア
大学卒業後にパラリーガルとモデルの仕事に就いた。

### モデル活動
14歳の時に初めてモデルを務めた。2004年の Weekend Post Faces of the Future コンペティションと2005年の The Herald Miss Port Elizabeth コンテストでは最終選考に残った。雑誌『FHM』のモデルとカバーガール、化粧品会社エイボンのモデル経験もある。
南アフリカの『FHM』読者が選ぶ「最もセクシーな100人の女性」では、2011年に40位、2012年に45位となった。
彼女のスタイル・アイコンはマーク・ジェイコブスであった。
2012年にはスピリット・デイのキャンペーンに参加した。

### テレビ
かつては南アフリカのFashion TVでライブ・ローミング・プレゼンターとして働いていた。
テレビ広告では、トヨタ・ランドクルーザー、レッズなどに出演した。
2012年のBBCライフスタイルの番組『Baking Made Easy』では有名人参加者として出演した。
死亡した時点で彼女はリアリティ番組『Tropika Island of Treasure』の第5シーズンへの出演契約を交わしており、既に数エピソードをジャマイカで撮影済みであった。放送開始は彼女の死亡から2日後の2013年2月16日からを予定していた。シリーズの第1話は彼女に捧げられ、ビデオトリビュートが放送された。

## 私生活
2011年11月からは南アフリカのパラリンピック及びオリンピックの陸上選手であるオスカー・ピストリウスと交際していた。それ以前にはラグビー選手のフランソワ・ホーハードと交際していた。

## 死去
2013年2月14日に交際相手のピストリウスの自宅で射殺された。ピストリウスは彼女を殺害した容疑で、逮捕・起訴されている。彼女の葬儀は2013年2月19日にポート・エリザベスのヴィクトリア公園火葬場で開催された。